# Autostrada A13 (Italia)
L'autostrada A13 Bologna-Padova, oppure Autostrada Euganea, collega Bologna a Padova passando per Ferrara e Rovigo. Lunga 116,7 km, è interamente gestita da Autostrade per l'Italia.
Nelle vicinanze dei due estremi del percorso autostradale si trovano due tra i più grandi interporti italiani, quelli di Bologna e di Padova.

## Storia

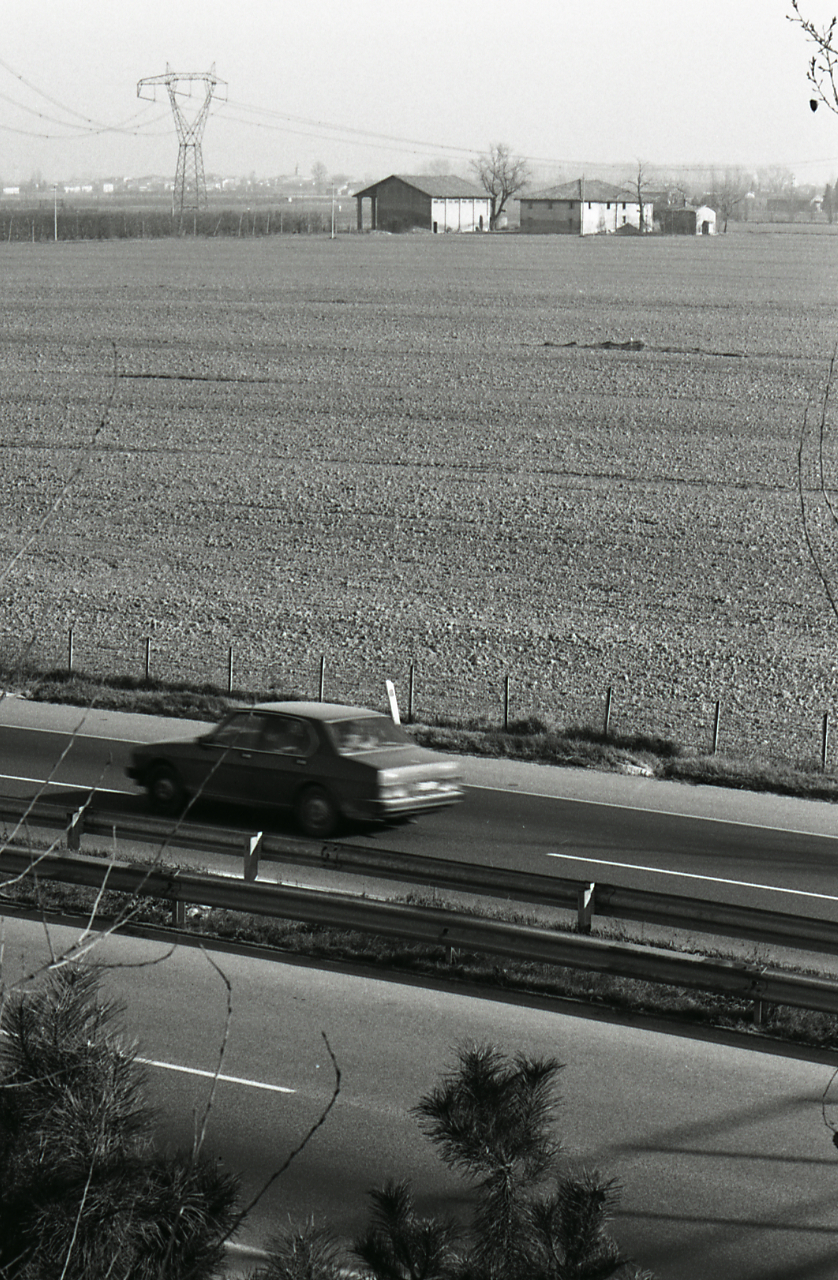
L'autostrada nel 1981 in una foto di Paolo Monti, scattata a metà strada tra l'odierna uscita Bologna Interporto e l'area di servizio "Castel Bentivoglio".

Il primo tratto dellʾautostrada, da Bologna a Ferrara Sud, venne aperto al traffico il 22 dicembre 1966.
Il 10 agosto 1968 venne aperto il tronco da Ferrara Sud a Ferrara Nord. Il 7 agosto dell'anno successivo seguì il tratto da Boara a Padova. Il 6 agosto 1970 fu aperta al traffico  l'intera tratta autostradale.
È stata inoltre la prima autostrada su cui è stata sperimentata la segnaletica antinebbia.
Un suo prolungamento da Padova a Treviso, e successivamente verso Tarvisio, fu ipotizzato già nel 1964 ma non ebbe seguito.
È prevista, con il D.M. Italia Veloce, la costruzione della terza corsia nella tratta Padova Sud - Monselice Sud (casello di nuova costruzione).

## L'autostrada oggi

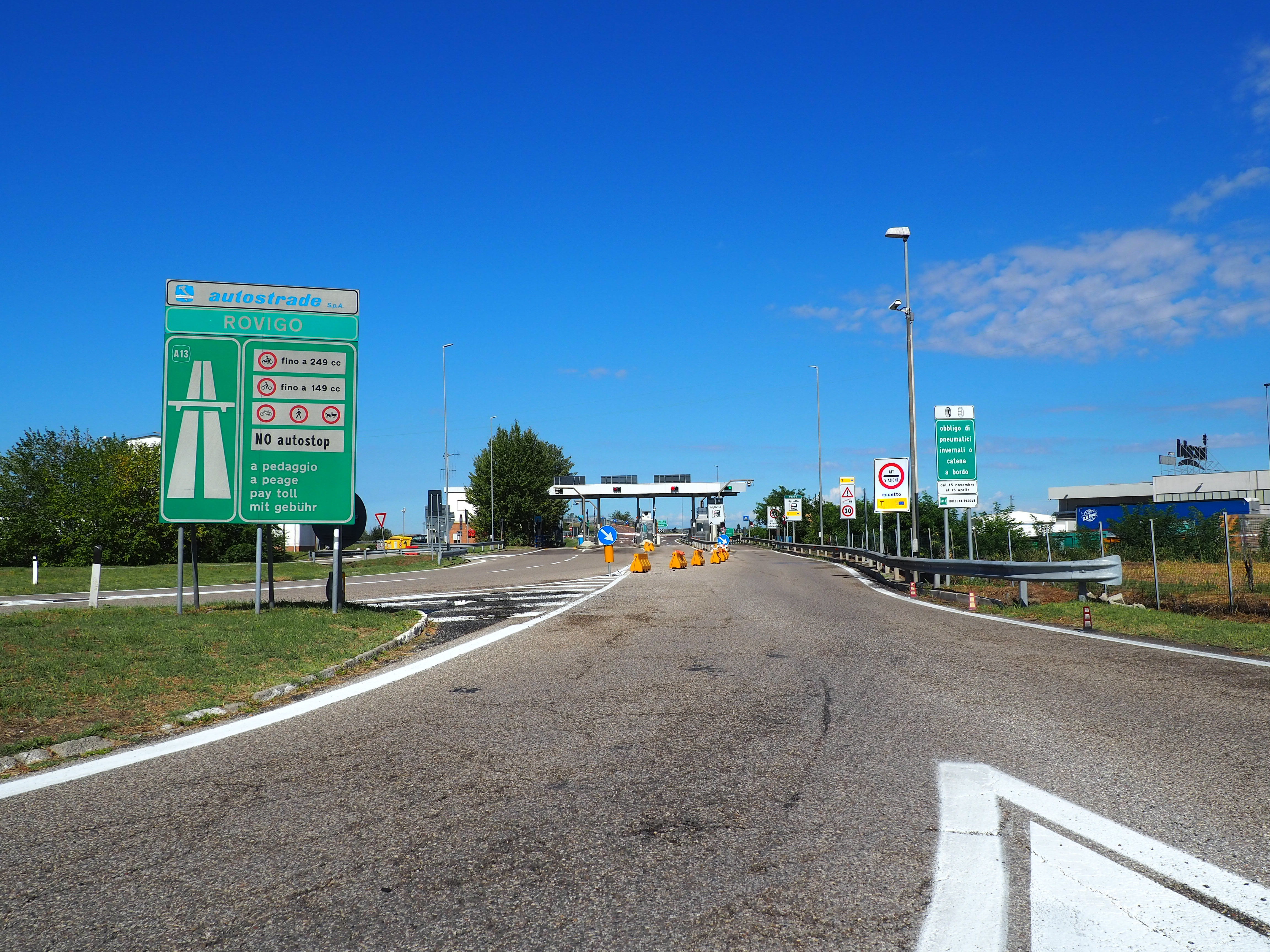
Casello di Rovigo.

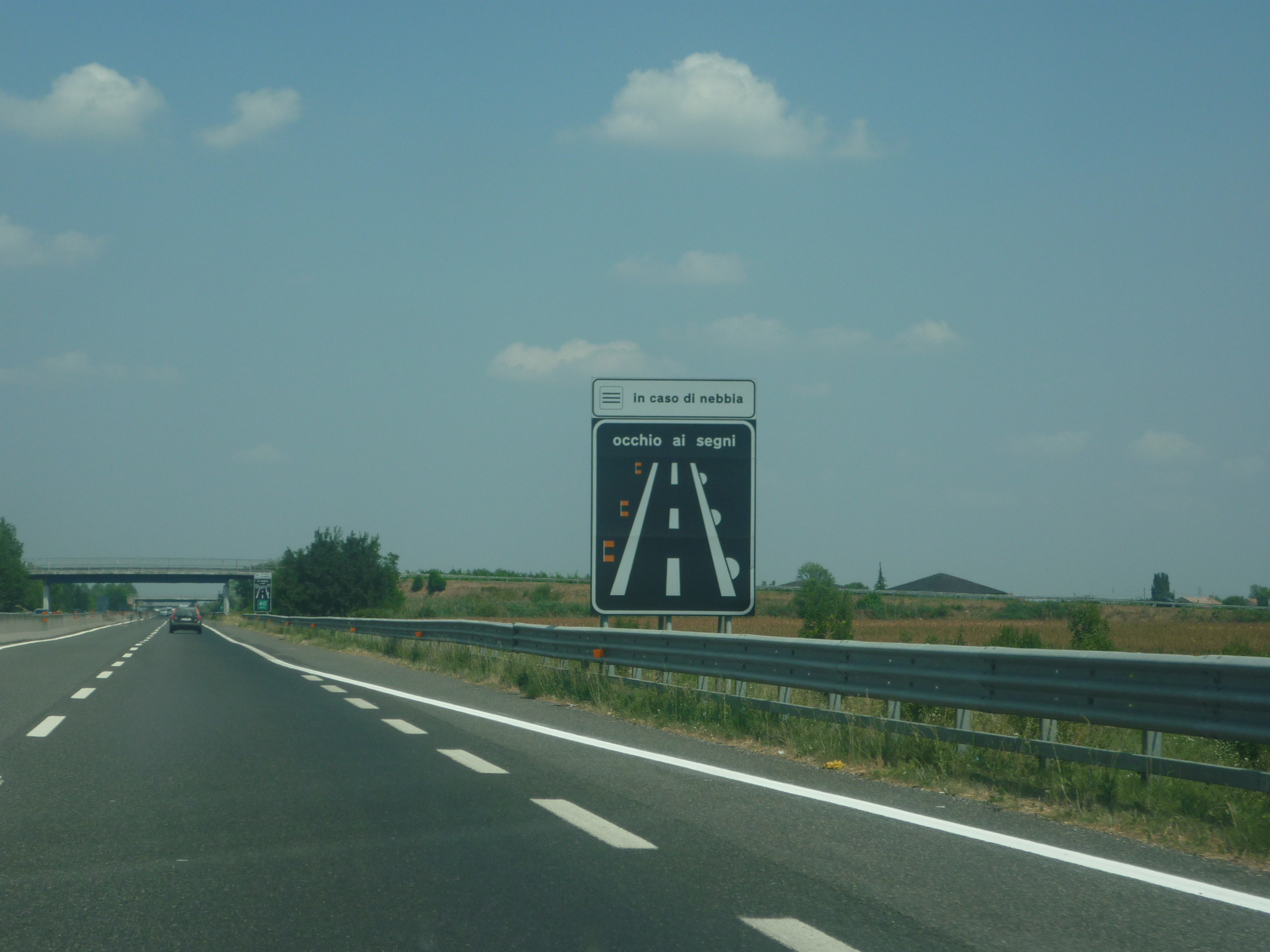
Uno dei segnali stradali sperimentali antinebbia

Il tragitto ha origine dalla tangenziale del capoluogo emiliano, che unisce anche le autostrade A1 (Milano-Napoli) e A14 (Bologna-Taranto), mentre ha termine a Padova con l'intersezione con l'autostrada A4 (Torino-Trieste).
Il suo percorso si snoda tutto nella pianura padana e attraversa due regioni, l'Emilia-Romagna e il Veneto. Le uniche alture nelle vicinanze sono quelle rappresentate dai colli Euganei, famosa zona termale con al centro Abano Terme. Proprio per le caratteristiche morfologiche del terreno attraversato, nella stagione invernale è spesso invasa dalla nebbia che determina una visibilità molto scarsa.
La gestione è di competenza della società Autostrade per l'Italia.
All'altezza di Ferrara Sud è presente uno svincolo autostradale per Porto Garibaldi, sul mare Adriatico, che nel primo tratto tra il casello Ferrara Sud e l'incrocio con la Strada Statale 16 è competenza di "Autostrade per l'Italia", e tra quest'incrocio e la SS 309 "Romea" competenza ANAS. Attualmente il cosiddetto Raccordo autostradale 8 fino a Porto Garibaldi è equipollente a una superstrada senza pedaggio, ma è stata manifestata l'intenzione di trasformarla in autostrada a pagamento nel futuro prossimo.

## Tutor
Questa autostrada è stata scelta, unitamente alla A4 e alla A14, per testare i nuovi dispositivi di misurazione della velocità media (Tutor) in funzione dalla fine del 2005. Il primo "portale", in direzione Bologna, è situato poco prima dell'uscita per Occhiobello, il secondo, che calcola la velocità media rispetto al primo, poco prima dell'uscita Ferrara Nord.

## Tabella percorso
| BOLOGNA - PADOVA | |       |                   |      |
| Tipo             | Indicazione | ↓km↓  | ↑km↑              | Area |
|                  | Bologna - Taranto Fiera - San Lazzaro - Borgo Panigale Bologna-Borgo Panigale Milano - Firenze Tangenziale di Bologna | 0     | 116,7             | BO   |
|                  | Bologna Arcoveggio Tangenziale di Bologna                                                                             | 0,6   | 116,1             | BO   |
|                  | Bologna Interporto | 7,9   | 108,8             | BO   |
|                  | Area di servizio "Castel Bentivoglio"                                                                                 | 11,7  | 105               | BO   |
|                  | Altedo | 20,5  | 96,2              | BO   |
|                  | Ferrara Sud Porto Garibaldi                                                                                           | 33,7  | 83                | FE   |
|                  | Ferrara Nord | 41,9  | 74,8              | FE   |
|                  | Area di servizio "Po"                                                                                                 | 43,4  | 73,3              | FE   |
|                  | Occhiobello | 49,1  | 67,6              | RO   |
|                  | Area di parcheggio "Quattro Vie"                                                                                      | 50,3  | align="right"66,4 | RO   |
|                  | Villamarzana (accesso aperto ufficialmente il 20 settembre 2007) Rovigo Sud                                           | 63    | 53,7              | RO   |
|                  | Area di servizio "Adige"                                                                                              | 65,3  | 51,4              | RO   |
|                  | Rovigo Centro | 70,4  | 46,3              | RO   |
|                  | Boara Pisani- Rovigo Nord                                                                                             | 74,8  | 41,9              | PD   |
|                  | Monselice | 88,6  | 28,1              | PD   |
|                  | Terme Euganee | 95    | 21,7              | PD   |
|                  | Area di servizio "San Pelagio"                                                                                        | 98,2  | 18,5              | PD   |
|                  | Padova Sud Diramazione Padova Sud                                                                                     | 101   | 15                | PD   |
|                  | Padova Nord Zona Industriale                                                                                          | 112,4 | 4,3               | PD   |
|                  | al km 364,9 | 116,7 | 0                 | PD   |

## A13 Diramazione Padova Sud

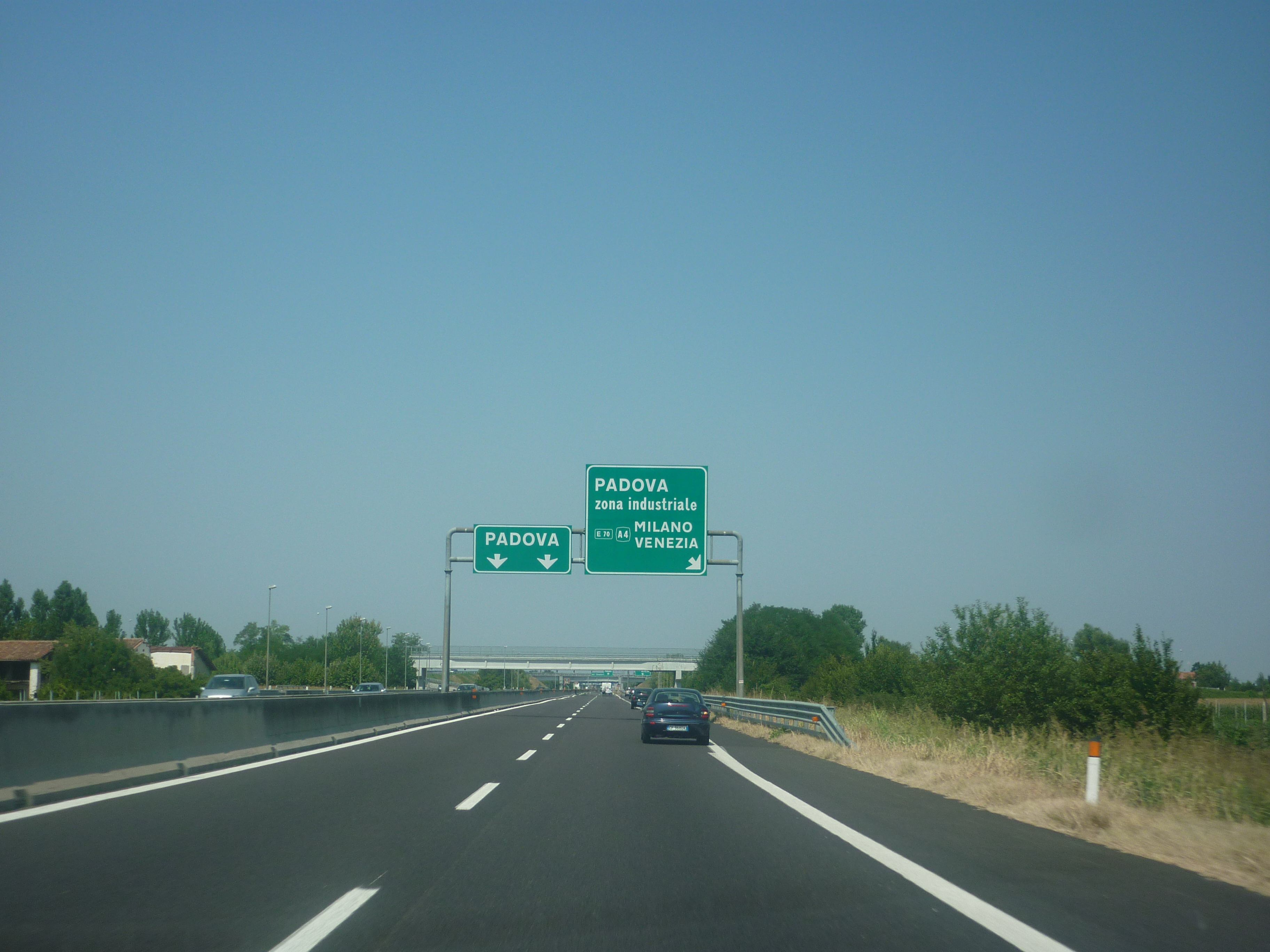
L'inizio della diramazione, a sinistra, provenendo da Bologna

La diramazione per Padova Sud congiunge l'autostrada A13, a sud di Padova, con la tangenziale omonima. Il tracciato della struttura è pianeggiante, con due corsie per senso di marcia.
Inizialmente la diramazione costituiva la tratta terminale dell'A13. Quando fu costruito il tratto che porta all'A4, lo svincolo fu costruito in modo incompleto: non era possibile raggiungere la diramazione provenendo dall'A13 in direzione Bologna né l'A13 in direzione A4 provenendo dalla diramazione. Nel 2013 sono stati aperti i cantieri per completare lo svincolo con le rampe mancanti; i lavori si sono conclusi ad aprile 2017: il nuovo raccordo è stato aperto al traffico il 20 settembre dello stesso anno.
| DIRAMAZIONE PADOVA SUD |                                                     |      |      |           |
| Tipo                   | Indicazione                                         | ↓km↓ | ↑km↑ | Provincia |
|                        | Bologna - Padova                                    | 0    | 4,3  | PD        |
|                        | Barriera Padova Sud                                 | 0,7  | 2,9  | PD        |
|                        | Tangenziale Sud di Padova Tangenziale Est di Padova | 2,9  | 0,5  | PD        |
|                        | Tangenziale Ovest di Padova di Altichiero           | 4,3  | 0    | PD        |

## A13 Diramazione per Ferrara

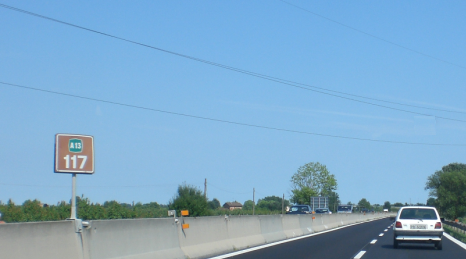
La diramazione in direzione RA 8

La diramazione per Ferrara è lunga 6,3 km e ha origine dallo svincolo di Ferrara Sud dell'A13. Prosegue, verso Porto Garibaldi, senza soluzione di continuità come raccordo autostradale 8 per altri 49 km.
Venne aperta al traffico il 22 dicembre 1966.
Questa diramazione è classificata internamente ad Autostrade per l'Italia come D23.
Esiste un progetto per un prolungamento in direzione ovest fino al casello di Rolo-Reggiolo sulla autostrada A22, tramite la realizzazione dell'Autostrada regionale Cispadana.
| DIRAMAZIONE FERRARA SUD |                                |      |      |           |
| Tipo                    | Uscita                         | ↓km↓ | ↑km↑ | Provincia |
|                         | Bologna - Padova               | 0    | 6,3  | FE        |
|                         | Barriera Ferrara Sud           | 0,2  | 6,1  | FE        |
|                         | Ferrara Sud - Fiera Porrettana | 0,9  | 5,2  | FE        |
|                         | Ferrara Centro Adriatica       | 6    | 0,3  | FE        |
|                         | Porto Garibaldi                | 6,3  | 0    | FE        |

## Obblighi
Sono obbligatorie le dotazioni invernali dal 15 novembre al 15 aprile su tutta la tratta.